# Balmain Water Polo Club
Balmain Water Polo Club é um clube de polo aquático australiano da cidade de Balmain.

## História
Balmain Water Polo Club compete na Australian National Water Polo League. 

## Títulos
- Australian Women National Water Polo League
  - Vice: 2005, 2006, 2008 e 2009